# Eriobotrya deflexa
Eriobotrya deflexa ist eine Pflanzenart aus der Gattung der Wollmispeln (Eriobotrya) in der Familie der Rosengewächse (Rosaceae). Sie stammt aus Ostasien. Gelegentlich werden sie in subtropischen Gegenden als Ziergehölz verwendet.

## Beschreibung

### Erscheinungsbild und Blatt
Eriobotrya deflexa wächst als kleiner, immergrüner Baum mit einer Wuchshöhe von 5 bis 12 Meter. Die Rinde junger Zweige ist dicht braun behaart, die Behaarung verliert sich im Laufe der Zeit. Die gedrängt am Ende der Zweige stehenden, wechselständigen Laubblätter besitzen einen 2 bis 40 Zentimeter langen, kahlen Blattstiel. Die ledrige, einfache Blattspreite ist bei einer Breite von 3 bis 7 Zentimeter und bei einer Länge von 10 bis 19 Zentimeter länglich bis lanzettlich, oberhalb der Mitte ist sie am breitesten. Der Blattgrund läuft keilförmig zu, die Blattspitze ist kurz ausgezogen, der Blattrand ist unregelmäßig gekerbt. Die Blattoberseite ist glänzend, beide Seiten sind zuerst behaart, dann aber bald kahl. Der Mittelnerv ist auf beiden Blattseiten erhaben und es sind zehn bis zwölf Paare Seitennerven vorhanden. Die Nebenblätter fallen früh ab.

### Blütenstand und Blüte
Die Blütezeit reicht von Mai bis Juni. Der 6 bis 12 Millimeter lange Blütenstandsschaft ist dicht wollig braun behaart. Der rispige Blütenstand weist einen Durchmesser von 6 bis 8 Zentimeter auf und enthält viele Blüten. Die unterseits wollig behaarten Tragblätter sind bei einer Länge von 4 bis 6 Millimeter lanzettlich. Der 6 bis 12 Millimeter lange Blütenstiel ist dicht wollig braun behaart.
Die zwittrigen Blüten sind bei einem Durchmesser von 1,5 bis 1,8 Zentimeter radiärsymmetrisch und fünfzählig mit doppelter Blütenhülle. Der becherförmige Blütenbecher (Hypanthium) ist außen wollig braun behaart. Die fünf außen wollig braun behaarten und innen kahlen Kelchblätter sind bei einer Länge von etwa 1,2 cm etwas kürzer als der Blütenbecher und dreieckig-eiförmig mit einem stumpfen oder spitzen oberen Ende. Die fünf freien, weißen Kronblätter sind bei einer Länge von etwa 8 Millimeter und einer Breite von etwa 7 Millimeter kreisförmig oder verkehrt-eiförmig. Es sind zwanzig Staubblätter vorhanden. Der drei- bis fünfkammerige Fruchtknoten ist kahl. Jede Fruchtknotenkammer enthält zwei Samenanlagen. Die drei bis fünf Griffel sind an ihrer Basis verwachsen und flaumig behaart.

### Frucht und Samen
Der 7 bis 12 Millimeter lange Fruchtstiel ist flaumig braun behaart. Die bei einem Durchmesser von 1,2 bis 2 Zentimeter fast kugeligen Apfelfrüchte färben sich bei ihrer Reife von Juni bis August gelblich rot. Auf der Frucht befinden sich zurückgekrümmte Kelchblätter. Die Samen sind groß.

## Vorkommen
Eriobotrya deflexa kommt in den chinesischen Provinzen Guangdong und Hainan, auf Taiwan, sowie in Vietnam vor. Sie besiedelt Höhenlagen zwischen 1000 und 2100 Meter. Sie gedeiht an Hängen in immergrünen Laubwäldern der Täler.

## Verwendung
Eriobotrya deflexa kann als Ziergehölz in subtropischen Regionen angebaut werden. Sie eignet sich als Straßenbaum oder als kleiner Hausbaum und kann in sonnigen bis halbschattigen Situationen gepflanzt werden. Sie ist mit einer Lebensspanne von 20 bis 30 Jahren recht kurzlebig. Eriobotrya deflexa kann vom Feuerbrand befallen werden.